# 릴리우오칼라니
릴리우오칼라니(하와이어: Liliʻuokalani, 1838년 9월 2일 ~ 1917년 11월 11일, 재위 1891년 1월 20일 ~ 1893년 1월 17일)는 하와이 왕국의 마지막 군주이다.
칼라카우아 군주와 케오칼로레 왕비 사이에서 출생한 그녀는 사탕수수 농장을 통해 경제적으로 잠식하는 미국 자본가들을 국유화 조치로 견제했으며, 이에 위기감을 느낀 미국에 의해 하와이는 공화국이 되었다. 또한 그녀는 하와이의 유명한 노래인 알로하 오에를 작곡, 작사한 사람이다.